# Горішнє Ново-Село
Горішнє Но́во-Се́ло (болг. Горно ново село) — село в Старозагорській області Болгарії. Входить до складу общини Братя-Даскалові.

## Населення
За даними перепису населення 2011 року у селі проживали 167 осіб.
Національний склад населення села:
| Національність   | Кількість осіб | Відсоток |
| ---------------- | -------------- | -------- |
| турки            | 160            | 95,8%    |
| болгари          | 7              | 4,2%     |
| цигани           | 0              | 0%       |
| інша             | 0              | 0%       |
| не визначились   | 0              | 0%       |
| Всього відповіли | 167            |          |

Розподіл населення за віком у 2011 році:
Динаміка населення: